# Selatosomus cruciatus
Selatosomus cruciatus is een keversoort uit de familie van de kniptorren (Elateridae). De wetenschappelijke naamis gepubliceerd in 1758 door Linnaeus in de tiende editie van Systema naturae.